# Station Brackwede
Station Brackwede is een spoorwegstation in de Duitse plaats Bielefeld. Het station werd in 1847 geopend. 